# Amphiporthe raveneliana
Amphiporthe raveneliana är en svampart som först beskrevs av Thüm. & Rehm, och fick sitt nu gällande namn av M.E. Barr 1978. Amphiporthe raveneliana ingår i släktet Amphiporthe och familjen Gnomoniaceae.   Inga underarter finns listade i Catalogue of Life.